# Kirchenkreis Jülich
Der Kirchenkreis Jülich ist ein Kirchenkreis der Evangelischen Kirche im Rheinland mit Sitz in Jülich im nördlichen Kreis Düren. Zu ihm gehören 19 Kirchengemeinden mit insgesamt 72.600 Gemeindegliedern. Zu seinem Gebiet gehören der gesamte Kreis Düren bis auf Siersdorf (Kirchenkreis Aachen) und Titz (Kirchenkreis Gladbach-Neuss), der gesamte Kreis Heinsberg bis auf Keyenberg und Kuckum (Kirchenkreis Gladbach-Neuss) sowie die Stadt Eschweiler in der benachbarten Städteregion Aachen und Teile der Stadt Kerpen im Rhein-Erft-Kreis. 
Dem Kirchenkreis angeschlossen ist ein diakonisches Werk.

## Geschichte
Erste frühreformatorische Tätigkeiten gab es im Herzogtum Jülich, das sich in großen Teilen mit dem heutigen Kirchenkreis deckt, bereits 1520. Da der von 1539 bis 1592 regierende Herzog Wilhelm von Jülich-Kleve-Berg religiöse Toleranz übte, konnten sich in seinem Herrschaftsgebiet viele evangelische Gemeinden etablieren. In der zweiten Hälfte des 16. Jahrhunderts gingen die meisten unter dem Einfluss niederländischer Glaubensflüchtlinge zum reformierten Bekenntnis über. In Düren und Jülich hielten sich aber auch lutherische Gemeinden. 
Auf der Duisburger Generalsynode 1610 organisierten sich die reformierten Gemeinden. Im Herzogtum Jülich wurden 1611 drei Classes gebildet; zur ersten gehörten aus dem Bereich des heutigen Kirchenkreises die Gemeinden Düren, Hambach und Jülich, zur zweiten Heinsberg, Wassenberg, Randerath, Linnich, Geilenkirchen, Aldenhoven und Eschweiler, zur dritten Schwanenberg. Unter Herzog Wolfgang Wilhelm verstärkten sich ab 1613 die gegenreformatorischen Tendenzen. Nur ein Teil der evangelischen Gemeinden konnte sich als „Gemeinden unter dem Kreuz“ behaupten. Erst durch den Religionsvergleich von Cölln an der Spree 1672 wurden die Protestanten dauerhaft anerkannt. Sie konnten im 17. und 18. Jahrhundert aber nur Hofkirchen ohne Turm unterhalten.
Nachdem das Gebiet 1815 in die preußische Provinz Großherzogtum Niederrhein bzw. Provinz Jülich-Kleve-Berg (ab 1822 zur Rheinprovinz vereinigt) gekommen war, wurden die reformierten und lutherischen Gemeinden des Herzogtums Jülich und der umliegenden Gebiete 1817 zu fünf Kirchenkreisen (nach damaligem Sprachgebrauch auch Synoden, selten Diözesen) zusammengefasst. Am 23. Juli 1837 beschlossen die Synoden der Kirchenkreise Düren und Unterrur auf einer Tagung in Jülich, die beiden Kirchenkreise zusammenzulegen und diesen Jülich zu nennen. Diesem Beschluss folgend formte die rheinische Provinzialsynode 1838 die bisherigen Kirchenkreise Aachen, Düren und Unterrur in die Kirchenkreise Aachen und Jülich um.
Im Juli 1953 beschloss die Kreissynode die erste Satzung über die Errichtung eines kreiskirchlichen Rentamtes und im Oktober 2000 deren Neufassung.
Die aus Dürwiß, Fronhoven, Hamich, Heistern, Neu-Lohn, Weisweiler, Wenau und Schönthal bestehende Gemeinde Weisweiler wurde am 1. Januar 1961 von Eschweiler unabhängig, da die Zahl der Gemeindemitglieder zwischen 1945 und 1960 stark angestiegen war.

## Leitung
Zur Kreissynode, dem obersten Leitungsgremium des Kirchenkreises, gehören zurzeit etwa 100 Personen. Superintendent ist seit 14. Juni 2008 Pfarrer Jens Sannig (bis 2013 Pfarrer der Ev. Kirchengemeinde Übach-Palenberg, seitdem hauptamtlicher Superintendent).

## Mitgliederstatistik
Laut der Volkszählung 1987 waren damals 15,8 % – 72.600 der 481.500 – Einwohner evangelisch. Der Anteil der evangelischen Kirchenmitglieder ist seitdem gesunken. Anfang 2024 lebten im Gebiet des Kirchenkreises 560.100 Einwohner, davon 13,0 % (72.600) Protestanten.

## Kirchengemeinden und Kirchengebäude
- Aldenhoven: Auferstehungskirche
- Düren: Christuskirche, Lutherkirche in Kerpen-Buir, Evangelisches Gemeindehaus (Merzenich)
- Erkelenz: Ev. Kirche am Martin-Luther-Platz
- Eschweiler: Dreieinigkeitskirche, Friedenskirche (2015 entwidmet[5])
- Gangelt-Selfkant-Waldfeucht: Friedenskirche
- Geilenkirchen: Ev. Kirche Geilenkirchen, Ev. Kirche Teveren
- Heinsberg: Christuskirche; die Erlöserkirche in Oberbruch wurde 2018 entwidmet
- Hückelhoven: Ev. Kirche Hückelhoven, Ev. Kirche Hilfarth, Ev. Kirche Schaufenberg
- Inden-Langerwehe: Ev. Kirche Inden/Altdorf, Paul-Gerhardt-Kirche
- Jülich: Christuskirche
- Linnich: Hofkirche
- Lövenich (Stadtteil von Erkelenz): Ev. Kirche Lövenich
- Randerath (Stadtteil von Heinsberg): Ev. Kirche Randerath
- Ratheim-Gerderath (Stadtteile von Hückelhoven): Friedenskirche, Ev. Kirche Gerderath
- Schwanenberg (Stadtteil von Erkelenz): Schwanenberger Kirche
- Übach-Palenberg: Erlöserkirche, Christuskirche; die Auferstehungskirche wurde 2014 entwidmet
- Wassenberg, Kreuzkirche, Hofkirche, Erlöserkirche in Wegberg-Dalheim
- Wegberg, Friedenskirche
- Weisweiler-Dürwiß (umfasst Stadtteile von Eschweiler und Teile der Gemeinde Langerwehe): Auferstehungskirche in Weisweiler, Kreuzkirche in Dürwiß

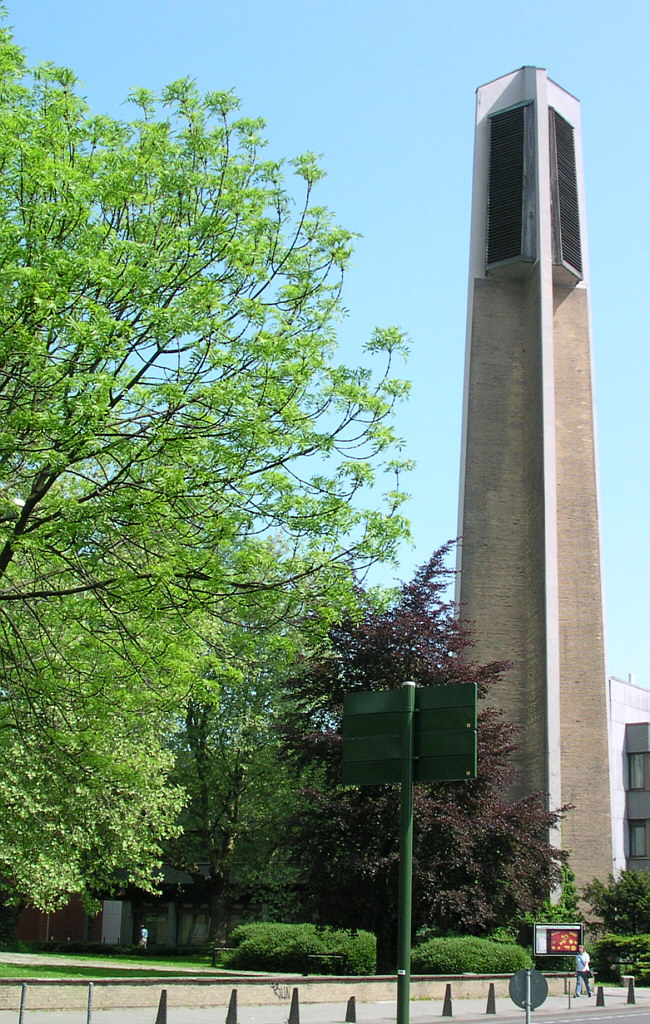
Ev. Christuskirche Düren
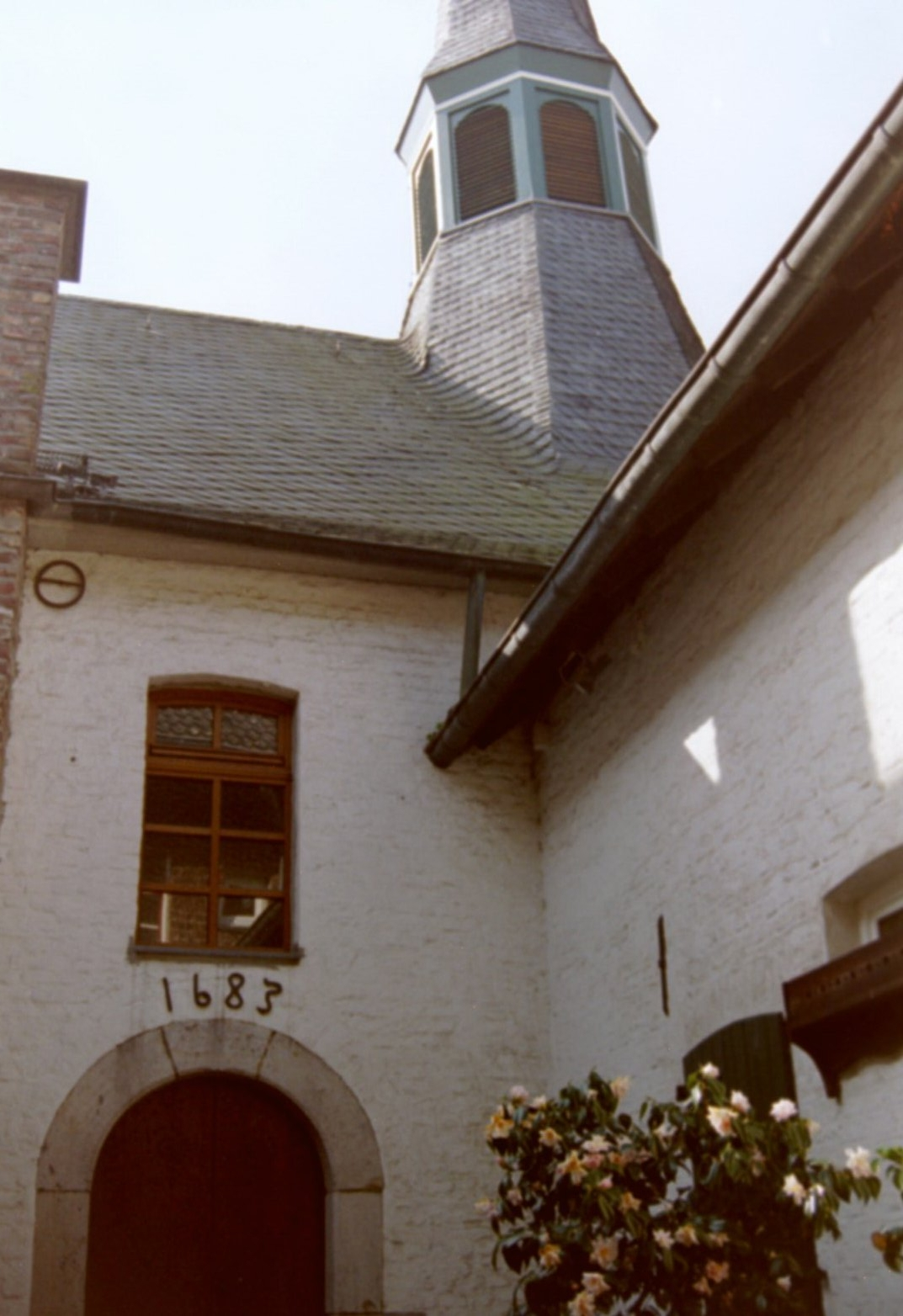
Ev. Hofkirche Lövenich
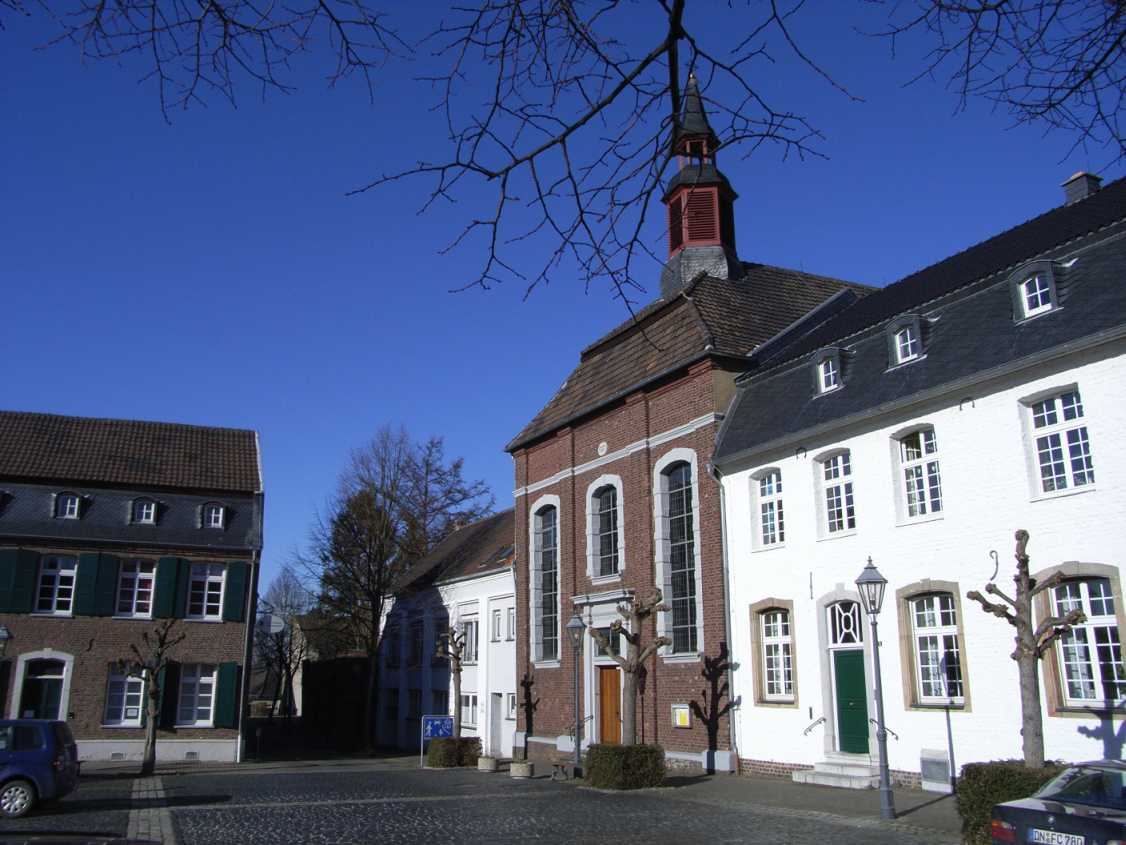
Ev. Hofkirche Linnich
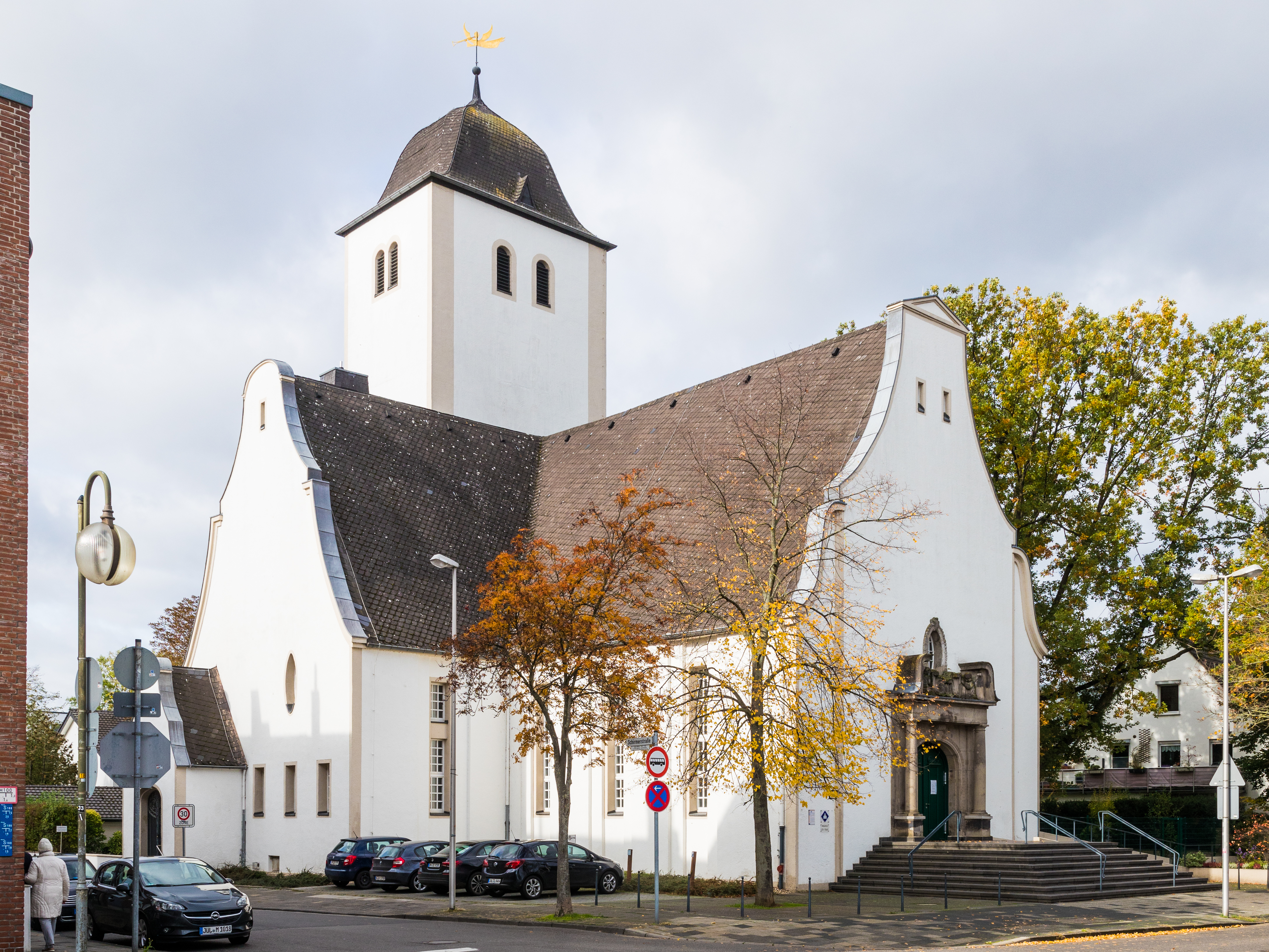
Christuskirche Jülich
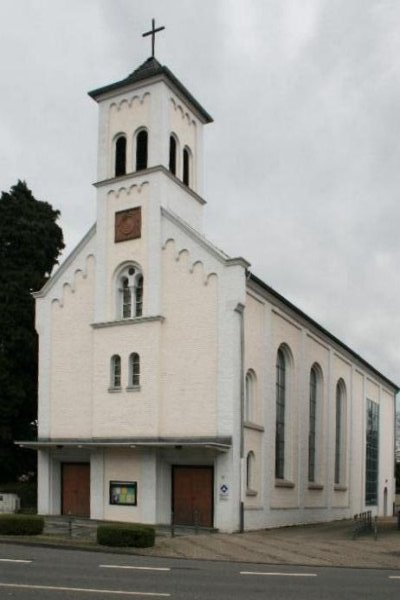
Evangelische Kirche Hünshoven
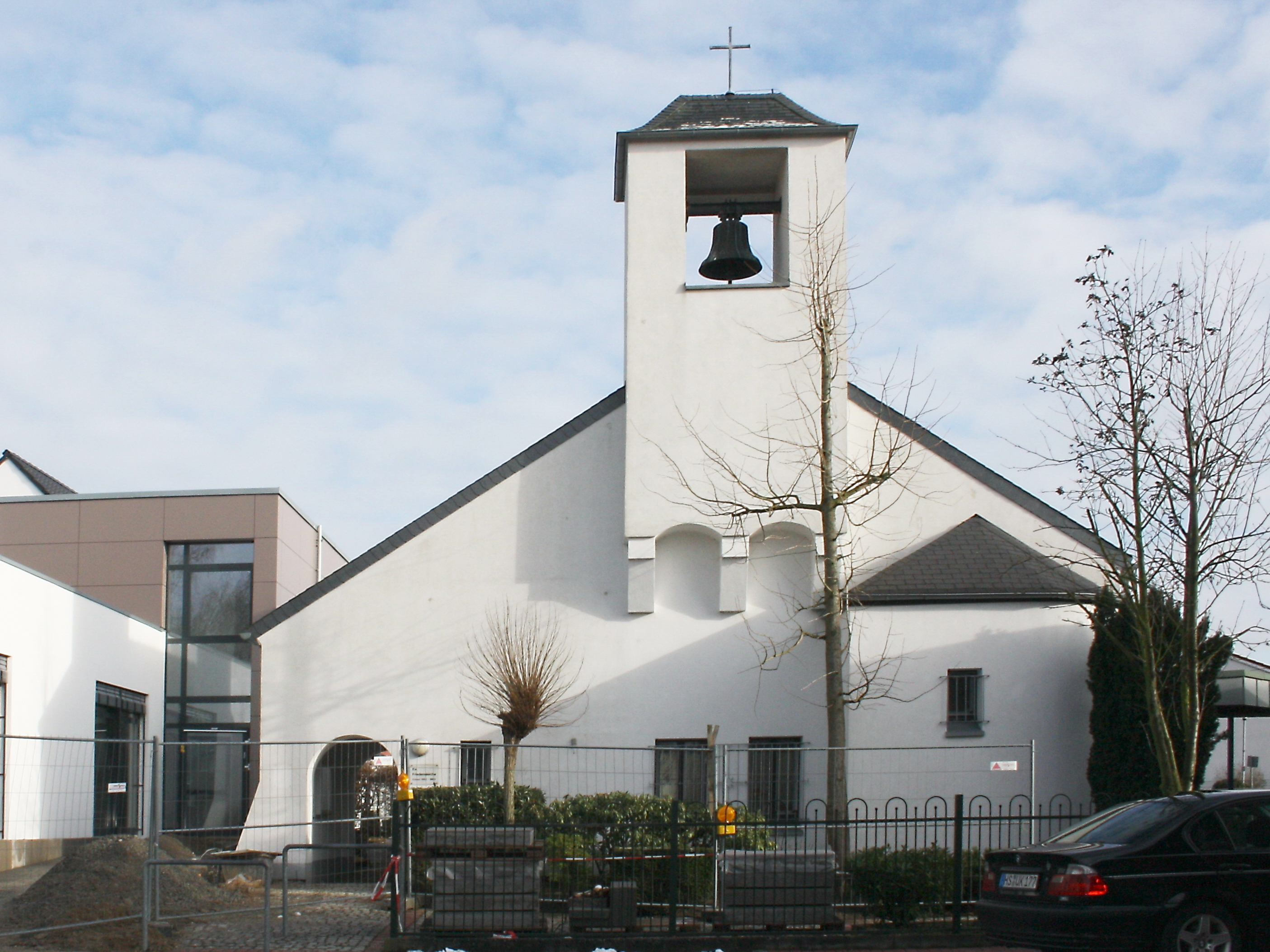
Friedenskirche Wegberg